# Széki népzene
Szék, a hajdani mezőváros ma kb. 5000 lakosú nagyközség. Elzártsága miatt máig igen gazdagon és épen maradt tánc- és zenehagyománya, melynek rendszeres gyűjtése mintegy négy évtizede folyik. Szék három nagy részből, szegből áll, ezek: Felszeg, Forrószeg és Csipkeszeg. A székiek életében a tánc elsőrangú tevékenység volt, táncéletük létrehozta állandó helyszíneit: a szegenkénti „táncház”-akat, ennek szervezeteit: a legényekből kiállított tisztségviselőket, akik a szervezést, a pénzügyeket, a zenész megfogadását, a rendfenntartást látták el. Ezen kívül létezik még egy intézmény, az „aprók tánca”, amelyben a kisgyermekek nevelődtek bele a táncba.
A széki vonós népzene leginkább Lajtha László 1954-es gyűjtése alapján ismert. A zenészség dinamikusan hagyományozódott, ezért jól dokumentált. Mind a három szegnek külön-külön zenekara volt, emiatt is olyan változatos a széki zene játékmódja. A széki banda háromtagú: prímás, kontrás, bőgős.

## Széki táncrend
Sokféle tánc van Széken.
férfitáncok:
- sűrű tempó - a régi stílusú, közép-erdélyi legényesek egyszerűbb altípusa.
- ritka tempó - régi stílusú lassú magyar vagy ritka magyar legényes széki változata, ritmikailag gazdagabb a sűrű tempónál.
- verbunk

páros táncok:
- lassú - aszimmetrikus ritmusú lassú párostánc, melynek egyetlen motívuma a kétlépéses íven vagy helyben járt változata.
- szapora lassú: az egyik híres széki énekes, Csorba János elbeszélése szerint a táncrendben benne volt ez a tánc is régen, úgy, hogy a lassú után a szapora lassú (lassú csárdás) következett dűvővel kísérve, majd a rendes széki csárdás (friss csárdás) esztammal kísérve. Ez hallható azon a hangosfilmen, amelyet Martin György készített 1969-ben a széki templomdombon, és szintén Icsán muzsikál fiaival (a teljes felvétel megnézhető a YouTube-on, „Széki táncok” címen). Ott a lassú után játszanak egy lassú csárdást – a Mezőség más falvaiban „ritka csárdásnak” nevezik –, s éneklik is a táncosok, hogy „Nem loptam én életemben”. Ilyen lassú csárdásokat még Ferenczi Márton „Zsuki” is játszott 1945 előtt (Lajtha László készített vele és bandájával felvételeket a Magyar Rádióban, melyek a Pátria sorozatban jelentek meg.) Egyébként ezt a szapora lassút Ádám István „Icsán” és fiai nevezték sebes lassúnak, gyors lassúnak, román lassúnak is.
- csárdás (friss csárdás) - régi stílusú zárt összefogódzású forgós tánctípus.
- hétlépés: újabb, polgári eredetű tánc
- porka: ez a polka, csak Széken így nevezik
- négyes, amit magyarnak is hívnak Széken. Lendületes, aszimmetrikus ritmusú tánc.

## A zene

### A széki banda harmonizálásának főbb jellemvonásai
A kíséretet, azaz a kontrást és a gordonost „segítség”-nek hívják Széken. Ádám István „Icsán” úgy mondta, hogy „a jó kontrás kiveszi a gyenge prímást a bajból”.

### Széki gordonjáték a Lajtha-gyűjtés alapján
A széki paraszti gordonjátéktechnika nem egyedülálló jelenség, hiszen ez a játékmód korábban az egész Kárpát-medencében megtalálható volt. Nyomaival a közelmúltig találkozhattunk Somogyban, az Alföldön, de ez a hagyomány él tovább Szlovákiában is. A XIX. század végén, XX. század elején még szólóhegedűn játszották a vonós tánczenét, csak Bartóknak néhány Maros megyében gyűjtött felvételén találhatunk két hegedűt, illetve hegedűt háromhúros kontra kísérettel. A bőgő az erdélyi falvakban - néhány reneszánsz nemesi udvarházi zenei központtól eltekintve, mint a Székkel szomszédos Bonchida, vagy Szamosbethlen - csak az I. világháborút követő időszakban terjedt el. Ez idő tájt még nem a nagybőgő, hanem egy kisebb testű basszushangszer, a kisbőgő vagy gordonka, széki szóhasználattal „gordon” vagy ,,bogoz" lett a zenekar tagja.

## Széki zenészek
- Felszegi zenészek: idősebb Ádám István (sz. 1888) prímás, Dobos Károly (1912) prímás és Dobos János (1907-1984) gordonos, Ádám Sándor „Icsán” (sz. 1903, idősebb Ádám István testvére) kontrás
- Csipkeszegi zenészek: Mikó Albert (1908) kontrás, Ferenczi Márton „Zsuki” (sz. 1880, ő játszott a Lajtha-gyűjtésen) és fia, ifj. Ferenczi Márton (sz. 1905) prímások, Ádám István (meght. 1926) prímás és fia, Ádám István „Icsán” (1909-1980) prímás, az ő fiai: ifj. Ádám István „Pityu” (1931-1988) kontrás és ifj. Ádám Sándor (1939) gordonos.
- Forrószegi zenészek: Moldován György „Ilka” (1927) prímás, Moldován „Lurcsi” György, ifj. Moldován György „Gyurika” (1959) és Moldován Ilona „Lenuca” (1934) gordonos, Szabó István „Kávés” (1934) prímás (ő magyar, azaz nem cigány prímás volt).

Széken az emberek a muzsikálást nem tartják munkának. Már pedig egy lakodalomban – Ádám István „Icsán” bevallása szerint – vagy 30 órát kell muzsikálni egyfolytában. Ez idegileg, testileg, lelkileg annyira igénybe veszi a muzsikust – főleg a prímást –, hogy a lakodalom végeztével nem tud sem enni, sem inni, sem aludni, fáj mindene, sokára tudja csak kipihenni a fáradalmakat.
Azt, hogy a muzsikálást a falusiak nem tartják munkának, más gyűjtésekkor is elmondták, más falvakban, s azt a történetet is szinte szórul szóra, amit Icsántól gyűjtöttek 1974-ben. Aki kritizálta őt, – mondván, hogy „ez nem munka, könnyű ezt csinálni, fölülve a padon!” – annak az ellenkezőjét úgy bizonyította be a prímás, hogy adott neki két botot, felültette maga mellé a padra, s azt mondta, hogy a két kezével húzogassa egymáson a botokat, vagyis csinálja ugyanazt, amit ő. S egy óra múlva azt mondta a legény, hogy ő ezt nem csinálja tovább, elfáradt. Többé sose mondta aztán, hogy a muzsikálás nem munka.

## Publikált hangfelvételek és videók
- Lajtha László: Széki gyűjtés, Budapest, 1954a.
- Legényes. „Sűrű és ritka tempó"Martin György gyűjtéséből: Szék 1969.
- „Lassú” és „Csárdás”. Martin György gyűjtéséből: Szék 1969.